# Gourette

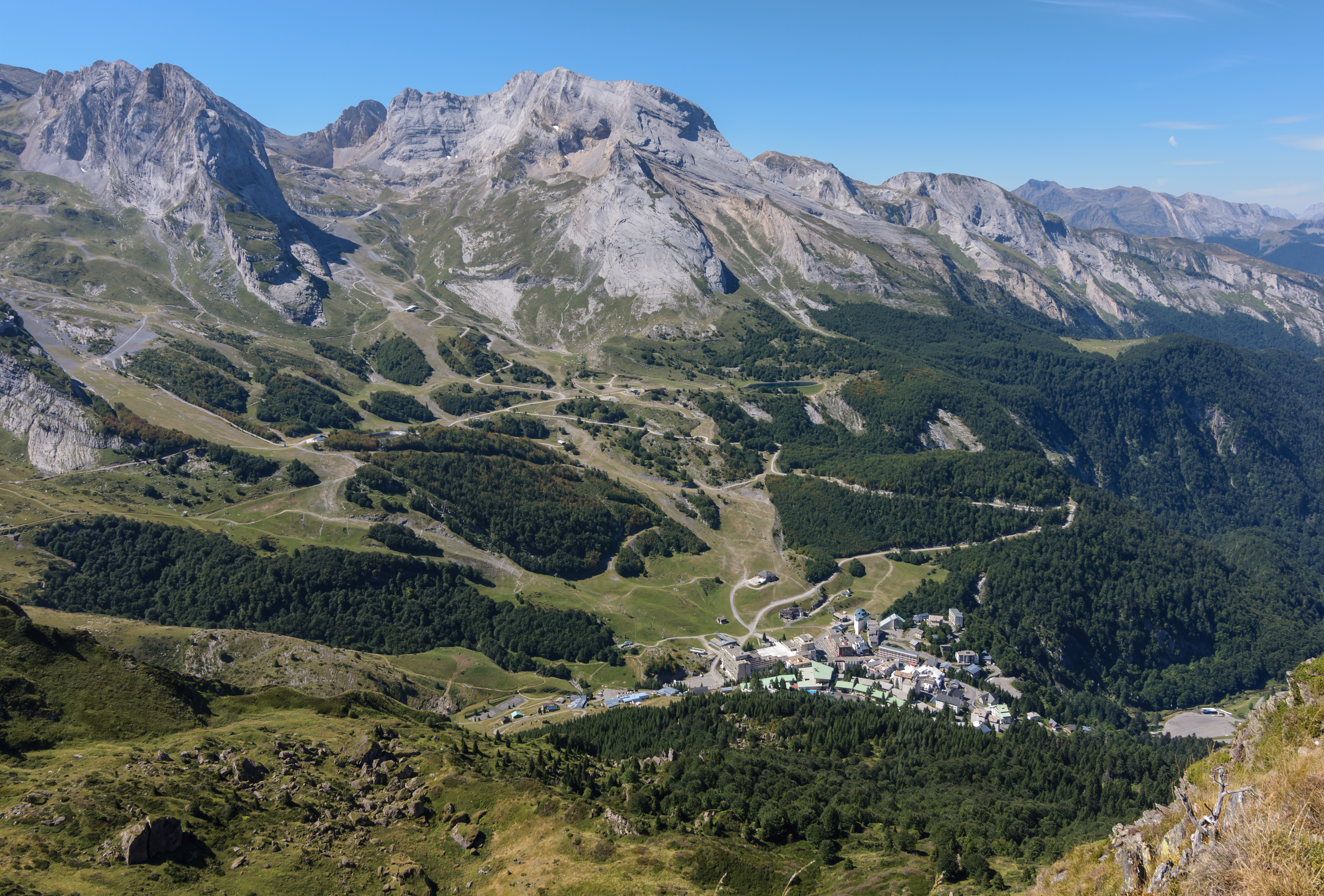
Cirque de Gourette

Gourette ist ein Wintersportort in den französischen Pyrenäen. Er liegt in der Gemeinde Eaux-Bonnes im Département Pyrénées-Atlantiques an der Straße D 918, welche den Gebirgspass Col d’Aubisque durchquert. Der nächste Flughafen ist der Pau Pyrénées Airport.
Mit 30 markierten Pisten auf Höhen zwischen 1.400 und 2.400 Metern bietet eines der größten Skigebiete in den Pyrenäen.
Am 25. Juli 2007 führte die 16. Etappe der Tour de France 2007 durch Gourette.